# Großer Preis von Agadir 1956

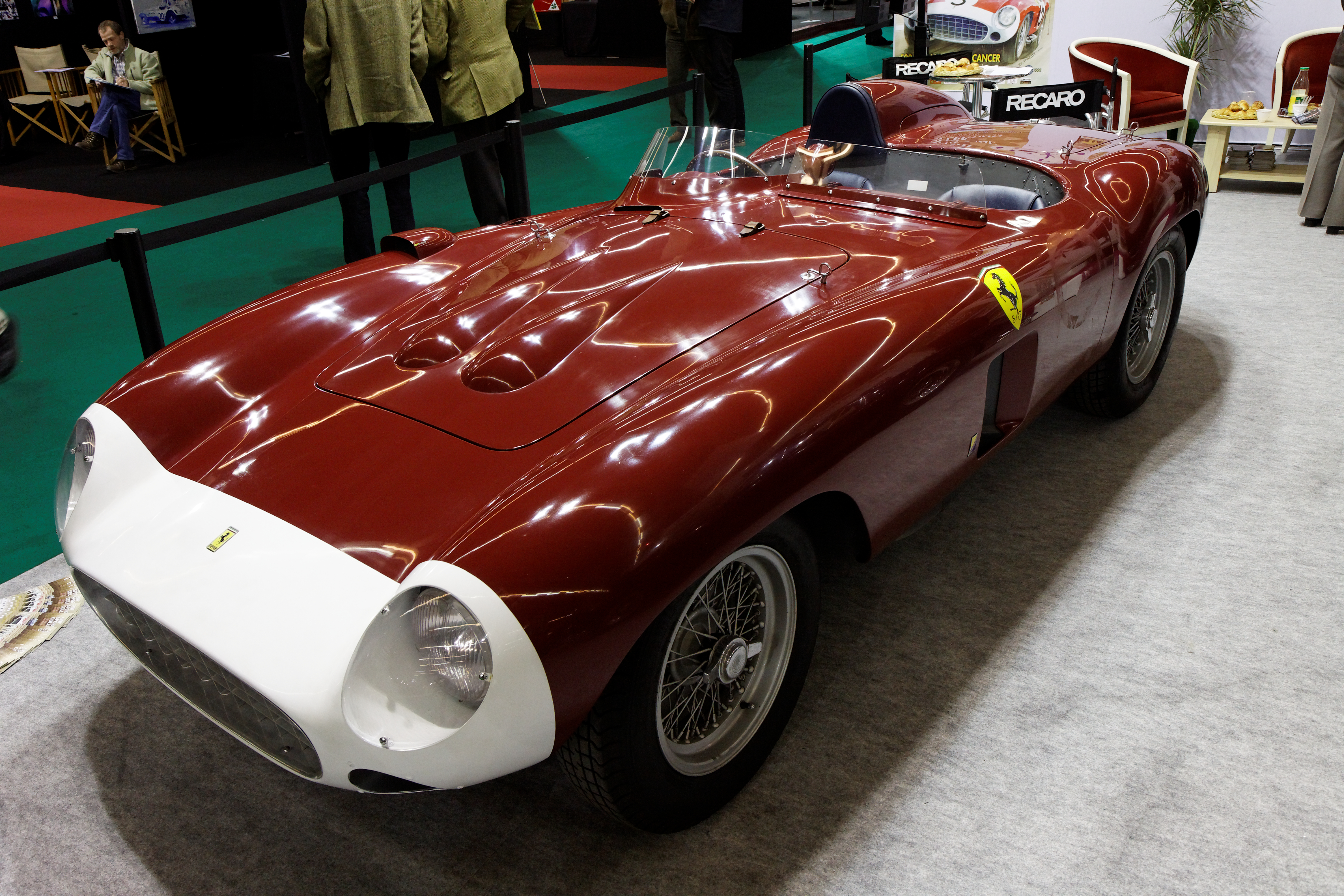
Ferrari 857S

Der Große Preis von Agadir 1956, auch Grand Prix International de Vitesse d'Agadir, Agadir, war ein Sportwagenrennen das am 26. Februar dieses Jahres auf einem Rundkurs in Agadir ausgefahren wurde. Das Rennen zählte zu keiner Rennserie.

## Das Rennen
Der Große Preis von Agadir wurde 1956 auf einem 3,3 km langen Straßenkurs in Agadir ausgefahren. 100-mal musste der Rundkurs durchfahren werden. Nach knapp 2 Stunden Fahrzeit siegte der Ferrari-Werkspilot Maurice Trintignant vor seinem Teamkollegen Harry Schell und seinem Landsmann François Picard, der ebenfalls einen Ferrari fuhr.

### Schlussklassement
| 1           |  | 5  | Scuderia Ferrari        | Maurice Trintignant     | Ferrari 857S         | 100 |
| 2           |  | 4  | Scuderia Ferrari        | Harry Schell            | Ferrari 750 Monza    | 99  |
| 3           |  | 3  | François Picard         | François Picard         | Ferrari 750 Monza    | 96  |
| 4           |  | 7  |                         | Jean Lucas              | Ferrari 750 Monza    | 91  |
| 5           |  |    | Hernando da Silva Ramos | Hernando da Silva Ramos | Gordini T15S         | 91  |
| 6           |  | 17 | Jean Kerguen            | Jean Kerguen            | Aston Martin DB3S    | 90  |
| 7           |  | 16 | Henri de Clarens        | Henri de Clarens        | Gordini T16S         | 88  |
| 8           |  |    |                         | Robert La Caze          | Mercedes-Benz 300 SL |     |
| 9           |  |    |                         | Jacques Pollet          | Mercedes-Benz 300 SL |     |
| 10          |  |    | Graham Whitehead        | Graham Whitehead        | Aston Martin DB3S    |     |
| 11          |  |    |                         | Descamps                | Mercedes-Benz 300 SL |     |
| Ausgefallen |  |    |                         |                         |                      |     |
| 12          |  | 6  | Ecurie Francorchamps    | André Pilette           | Ferrari 750 Monza    | 85  |
| 13          |  | 14 | Gordini                 | André Guelfi            | Gordini T24S         | 45  |
| 14          |  |    |                         | Benoît Musy             | Maserati 300S        |     |
| 15          |  |    | Maserati                | Jean Behra              | Maserati 300S        |     |
| 16          |  |    | Maserati                | Cesare Perdisa          | Maserati 250S        |     |
| 16          |  |    |                         | Louis Rosier            | Ferrari 750 Monza    |     |

### Nur in der Meldeliste
Zu diesem Rennen sind keine weiteren Meldungen bekannt.

### Klassensieger
Zu diesem Rennen sind keine Klassensieger bekannt.

### Renndaten
- Gemeldet: 16
- Gestartet: 16
- Gewertet: 11
- Rennklassen: unbekannt
- Zuschauer: unbekannt
- Wetter am Renntag: unbekannt
- Streckenlänge: 3,300 km
- Fahrzeit des Siegerteams: 2:11:22,000 Stunden
- Gesamtrunden des Siegerteams: 100
- Gesamtdistanz des Siegerteams: 330,000 km
- Siegerschnitt: unbekannt
- Pole Position: Harry Schell - Ferrari 750 Monza (#4) - 1.13.00
- Schnellste Rennrunde: André Pilette - Ferrari 750 Monza (#6) - 1.14.200 - 160,000 km/h
- Rennserie: zählte zu keiner Rennserie